# Branca d'activitat

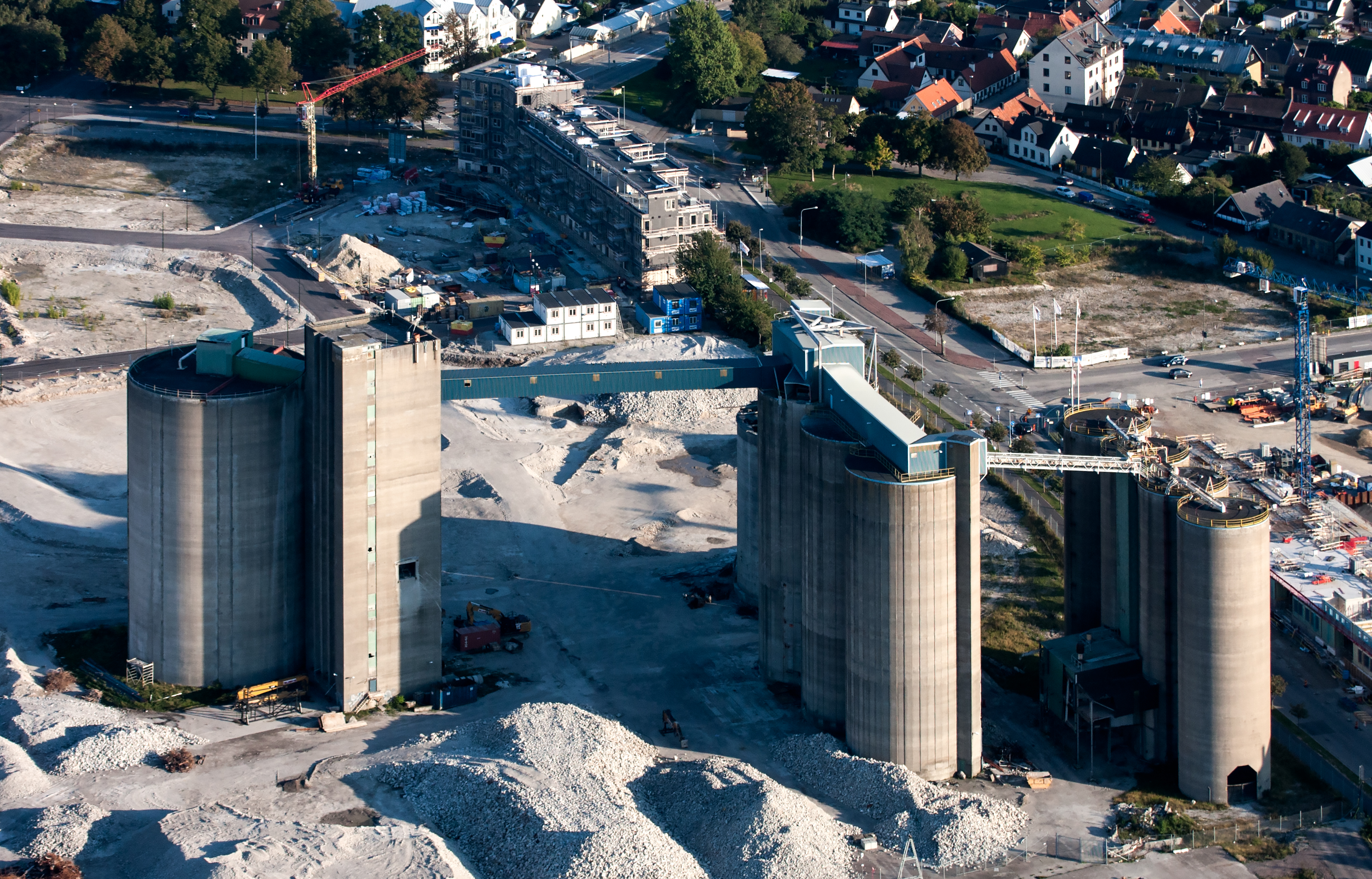
Les fàbriques de ciment, que formen part de la indústria manufacturera, produeixen productes per a la indústria de la construcció (també coneguda com a indústria de la construcció). Aquesta fàbrica es trobava a Malmö, Suècia.

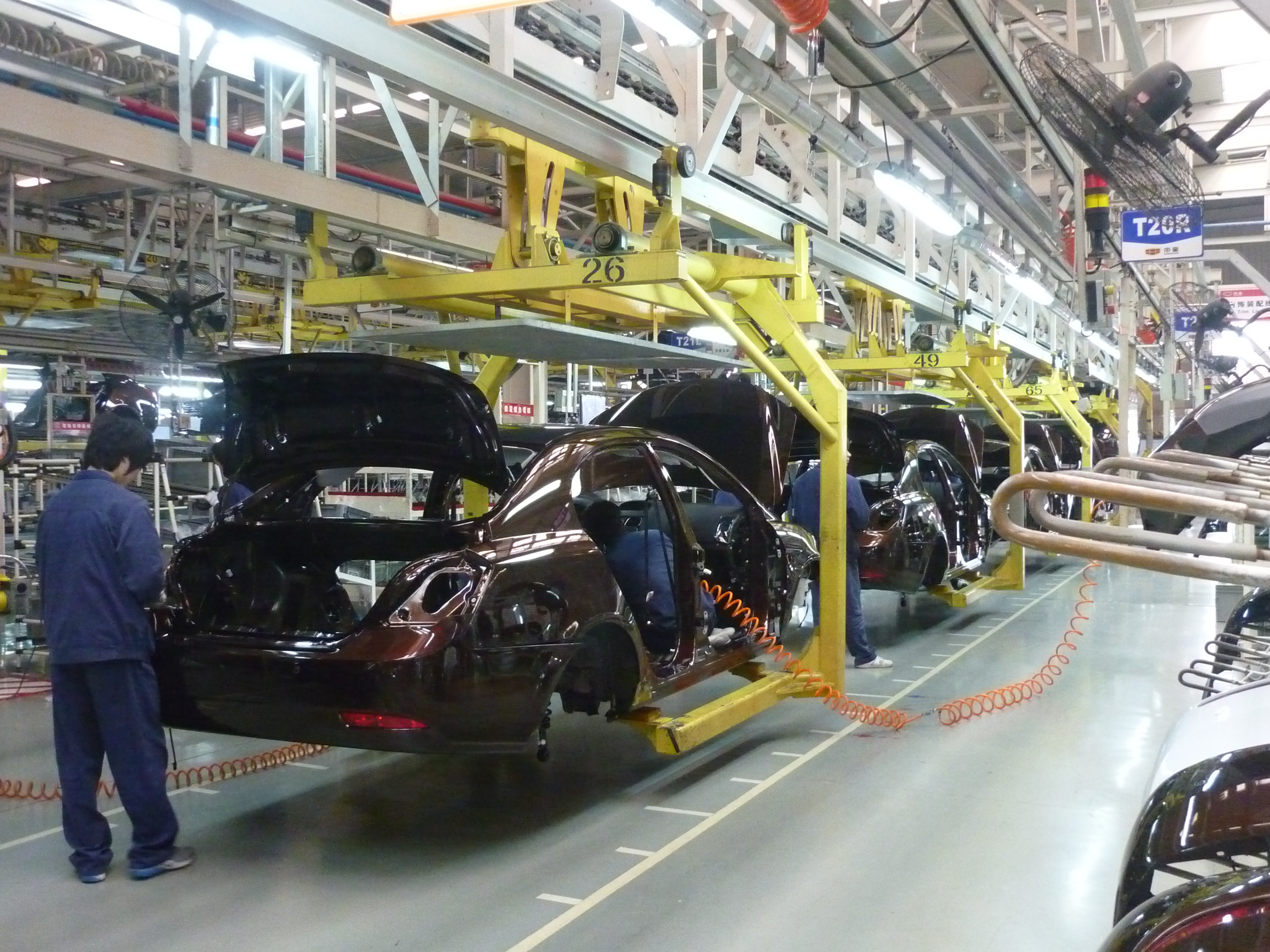
Una imatge de la indústria de l'automòbil (indústria de l'automoció), proveïdora de la indústria del transport. Els economistes poden considerar la fabricació de vehicles com una indústria fonamental i una indústria de referència.

En macroeconomia, una branca d'activitat és un sector d'una economia que produeix un conjunt estretament relacionat de matèries primeres, béns o serveis. Per exemple, es podria referir a la indústria de la fusta o a la indústria de les assegurances.
Quan s'avalua un sol grup o empresa, la seva font d'ingressos dominant és normalment utilitzada per les classificacions del sector per classificar-lo dins d'un sector específic. Per exemple, la Classificació Industrial Estàndard Internacional (ISIC) –utilitzada directament o mitjançant classificacions derivades per a les estadístiques oficials de la majoria de països del món– classifica les "unitats estadístiques" per l'"activitat econòmica a la qual es dediquen principalment". Aleshores, la indústria es defineix com un "conjunt d'unitats estadístiques que es classifiquen en la mateixa categoria ISIC". Tanmateix, una única empresa no ha de pertànyer només a una indústria, com ara quan una gran empresa (sovint anomenada conglomerat) es diversifica en indústries diferents.
Altres sistemes de classificació de la indústria inclouen el Sistema de classificació de la indústria nord-americana (NAICS) que es va desenvolupar mitjançant associacions amb països nord-americans com els Estats Units, Canadà i Mèxic, per tal d'estandarditzar la comparació d'activitats empresarials a Amèrica del Nord. També hi ha el Global Industry Classification Standard (GICS) que s'utilitza per assignar empreses a sectors econòmics i grups industrials específics.
Hi ha moltes classificacions industrials en l'economia moderna, que es poden agrupar en categories més grans anomenades sectors. Els sectors són més amplis que les classificacions sectorials. Per exemple, el sector del comerç minorista conté indústries com botigues de roba, botigues de sabates i botigues de salut i cura personal. Les empreses no es limiten a un sector o indústria. Poden residir en múltiples sectors i indústries.
Les indústries, tot i que estan associades a productes, processos i mercats de consum específics, poden evolucionar amb el temps. Una indústria diferent (per exemple, la fabricació de bótes) pot limitar-se a un petit nínxol de mercat i tornar a classificar-se principalment en una altra indústria mitjançant noves tècniques. Al mateix temps, les indústries completament noves poden separar-se de les més antigues un cop es faci evident un mercat important (a mesura que la indústria dels semiconductors es va distingir de la indústria electrònica més àmplia).
La classificació de la indústria és útil per a l'anàlisi econòmica perquè crea categories molt diferenciades amb relacions simples. Així, els economistes poden comparar empreses de la mateixa indústria per mesurar l'atractiu d'aquesta indústria. Les empreses de la mateixa indústria també poden tenir comportaments similars dels preus de les seves accions a causa de la seva semblança i factors macroeconòmics que incideixen en tots els membres d'una indústria. No obstant això, casos més complicats, com per exemple processos diferents que generen productes semblants, exigeixen un element d'estandardització i impedeixen que un esquema sigui vàlid per a tots els usos possibles.
Les teories econòmiques agrupen encara més les indústries en categories més grans anomenades sectors econòmics.